# Équennes-Éramecourt
Équennes-Éramecourt is een gemeente in het Franse departement Somme (regio Hauts-de-France) en telt 247 inwoners (1999). De plaats maakt deel uit van het arrondissement Amiens.

## Geografie
De oppervlakte van Équennes-Éramecourt bedraagt 9,0 km², de bevolkingsdichtheid is 27,4 inwoners per km².
De onderstaande kaart toont de ligging van Équennes-Éramecourt met de belangrijkste infrastructuur en aangrenzende gemeenten.

## Demografie
Onderstaande figuur toont het verloop van het inwonertal (bron: INSEE-tellingen).

1. ↑  Populations de référence 2022.